# Alexandre Gonzalez
Alexandre Gonzalez (ur. 16 marca 1951 w Decazeville) – francuski lekkoatleta, średnio– i długodystansowiec, halowy mistrz Europy z 1981, trzykrotny olimpijczyk.
Odpadł w eliminacjach biegu na 3000 metrów na halowych mistrzostwach Europy w 1977 w San Sebastián. Na igrzyskach olimpijskich w 1980 w Moskwie odpadł w półfinale biegu na 1500 metrów.
Zwyciężył w biegu na 3000 metrów na halowych mistrzostwach Europy w 1981 w Grenoble, przed Ewgenim Ignatowem z Bułgarii i Walerijem Abramowem ze Związku Radzieckiego. Odpadł w eliminacjach biegu na 1500 metrów na mistrzostwach Europy w 1982 w Atenach i na igrzyskach olimpijskich w 1984 w Los Angeles.
Później skoncentrował się na bieganiu na długich dystansach. Zajął 11. miejsce w biegu maratońskim na  mistrzostwach Europy w 1986 w Stuttgarcie 37. miejsce w tej konkurencji na igrzyskach olimpijskich w 1988 w Seulu.
Z powodzeniem startował w biegach przełajowych. Siedmiokrotnie wystąpił w mistrzostwach świata w tej konkurencji, zdobywając w rywalizacji reprezentacji narodowych brązowy medal w 1976 w Chepstow oraz złoty w 1978 w Glasgow. Indywidualnie zajmował następujące miejsca: 1976 w Chepstow – 57. miejsce, 1978 w Glasgow – 32. miejsce, 1979 w Limerick – 25. miejsce, 1980 w Paryżu – 25. miejsce, 1981 w Madrycie – 84. miejsce, 1982 w Rzymie – 86. miejsce i 1984 w Nowym Jorku – 90. miejsce.
Gonzalez był mistrzem Francji w biegu na 1500 metrów w 1979, 1981 i 1982 oraz w biegu przełajowym w 1981, wicemistrzem w biegu na 1500 metrów w 1977 i 1988 oraz w maratonie w 1979, a także brązowym medalistą w biegu na 1500 metrów w 1976 i 1983, w biegu przełajowym w 1980 i w maratonie w 1985. W hali był mistrzem Francji w biegu na 3000 metrów w 1977 i 1981 oraz brązowym medalistą na tym dystansie w 1976.
Rekordy życiowe Gonzaleza:
- bieg na 1500 metrów – 3:35,07 (4 września 1979, Bruksela)
- bieg na milę – 3:52,78 (23 sierpnia 1981, Nicea)
- bieg na 3000 metrów – 7:53,29 (30 czerwca 1983, Lozanna)
- bieg na 1500 metrów – 13:27,57 (24 czerwca 1981, Paryż)
- bieg maratoński – 2:12:52 (30 kwietnia 1988, Huy)